# Predsednik Bolivije
Predsednik Bolivije (špansko: Presidente de Bolivia) ali predsednik večnacionalne države Bolivije (špansko: Presidente del Estado Plurinacional de Bolivia) je vodja države in vlade Bolivije. V skladu z bolivijsko ustavo je predsednik izvoljen s splošnimi volitvami za petletni mandat z možnostjo ponovitve. Če noben kandidat ne osvoji večine (opredeljena kot več kot 50 % ali alternativno vsaj 40 % in vsaj 10 % prednosti pred drugouvrščenim kandidatom), prva dva kandidata napredujeta na drugi krog volitev.
Aktualni predsednik je Luis Arce.

## Seznam
Glej: Seznam predsednikov Bolivije